# Inflamație
Inflamația (din latină inflammatio, „a lua foc”) este un răspuns biologic complex,nespecific, stereotip și coordonat al organismului la diverși factori nocivi declanșatori cum ar fi microorganismele patogene, factori chimici iritanți, corpi străini, resturi celulare sau trauma. Inflamația este mecanismul fiziologic principal prin care organismul luptă împotriva factorilor cauzatori ai unor boli, respectiv prin care sunt puse în contact țesuturile afectate de factorul declanșator cu elementele biologice de apărare ale gazdei (globule albe, anticorpi, proteine ale sistemului complement, etc.) aflate de regulă în sânge, fiind de multe ori esențial proceselor ulterioare de vindecare. O cauză frecventă a inflamației este infecția, însă numeroase alte evenimente pot declanșa un răspuns de tip inflamator, iar inflamația reprezintă chiar elementul central (fiziopatologic) în mecanismele unor alte categorii de afecțiuni fără componentă infecțioasă (ex: bolile autoimune și autoinflamatorii).
Răspunsul inflamator a fost menționat pentru prima dată de către medicul grec Hippocrate din Kos (secolul V î.e.n), care identifică inflamația ca primă fază a vindecării rănilor și utilizează pentru prima dată termeni precum ”edem” și ”sepsis”. Medicul roman Paracelsus (Aulus Cornelius Celsus) este cel care atribuie pentru prima dată inflamației un înțeles specific și clar delimitat descriind 4 semne clinice observabile în cazul inflamației (astăzi denumite semne celsiene sau semne cardinale ale inflamației):
- tumefierea structurii afectate (tumefacție, lat. tumor)
- căldură la nivelul zonei inflamate sau febră (lat. calor)
- înroșire  locală, eritem (lat. rubor)
- durere/sensibilitate locală (lat. dolor)

Celor patru semne celsiene le este adăugat de către patologul prusac Rudolf Ludwig Karl Virchow în 1858 (în lucrarea sa de patologie celulară Die Cellularpathologie in ihrer Begründung auf physiologische und pathologische Gewebelehre) un al cincilea semn, afectarea funcțională/pierderea funcției țesutului interesat (lat. functio laesa). Această contribuție la descrierea lui Paracelsus este uneori în mod eronat atribuită medicului roman Galen (Claudius Galenus).
În conformitate cu perspectiva actuală, la baza procesului inflamator stau multiple interacțiuni între elementele biologice implicate care sunt de regulă grupate în 3 tipuri de răspuns:
- Răspuns vascular
- Răspuns celular
- Răspuns umoral

În condiții normale răspunsul inflamator este controlat de către organism pentru a preveni sau contracara efectele nocive ale factorului declanșator, însă un răspuns inflamator exagerat poate cauza în sine efecte negative asupra organismului gazdă, uneori depășind potențialul nociv al declanșatorului. Exemple clasice în acest sens sunt bolile autoimune și autoinflamatorii (ex: ateroscleroza, artrita reumatoidă, etc) sau reacțiile de tip alergic (reacțiile de hipersensibilitate) în cadrul cărora agentul declanșator este de multe ori inofensiv.

## Cauze
Inflamația este un răspuns nespecific al organismului la multiple categorii de factori declanșatori cum ar fi :
- Bolile infecțioase (bacteriene, virale, fungice sau parazitare) sau     intoxicațiile microbiene - diverși agenți microbieni pot determina tipuri diferite de răspuns inflamator, variabil ca durată (inflamații acute de scurtă durată urmate adesea de vindecare completă sau inflamații cronice persistente), amploare (inflamații locale autolimitate până la reacții sistemice cu potențial fatal), tipul globulelor albe implicate preponderent, reacții particulare (ex: formarea granuloamelor)[2]. Tiparul răspunsului infecțios poate contribui în practica medicală la stabilirea agentului patogen[7].
- Țesuturi necrozate, indiferent dacă necroza apare în urma ischemiei (ex: infarctul miocardic, accidentul vascular cerebral), raumei, expunerii la factori fizici (arsuri, degerături, iradieri) sau la actori chimici (substanțe toxice sau iritante din mediu).
- Corpi străini (ex: așchii, praf, fire de sutură, etc.) care pot cauza în mod direct un răspuns inflamator[8] sau indirect prin traumatizarea țesutului     și contaminare microbiană. În unele cazuri, reacția de tip ”corp străin” poate fi declanșată de elemente produse chiar de către organism     (endogene), de regulă atunci când sinteza acestora este exagerată (cristalele de urat monosodic din gută[9], cristalele de colesterol în ateroscleroză, etc.)
- Reacții de hipersensibilitate, în care procesul inflamator (exagerat) este inițiat de către organism ca răspuns la factori care nu reprezintă o amenințare reală asupra acestuia: structuri proprii ale organismului gazdă (reacție autoimună) sau substanțe exogene inofensive (reacție alergică).

## Clasificare
Inflamația poate fi acută sau cronică (de lungă durată).

## Inițierea răspunsului inflamator
Prima etapă în procesul inflamator este recunoașterea de către organism a factorului declanșator, reprezentat în principal de microbi sau celule moarte (necrotice). În această recunoaștere inițială și declanșare a răspunsului inflamator iau parte numeroase elemente, cum ar fi:
- Receptorii celulari pentru agenți microbieni prezenți la nivelul fagocitelor ”profesioniste” (engleză: ”professional phagocytes”) precum diferitele linii de globule albe sagvine, celulele dendritice de la nivelul țesuturilor, etc. Cei mai bine descriși receptori de acest fel sunt receptorii de tip ”Toll-like” (TLR, din engleză ”Toll-like receptors”) - denumiți astfel după gena Toll din ADN-ul musculiței de oțet Drosophila melanogaster [10]. Receptorii Toll-like sunt localizați la nivelul membranei celulare, în timp ce alte tipuri de receptori sunt prezenți și la nivelul citoplasmei. Funcția acestora este de a recunoaște tipare moleculare generale care sunt comune în structura multor microbi, denumite PAMPs (din engleză ”pathogen-associated     molecular patterns”) și a stimula prin activarea lor producția unor proteine specifice (citokine proinflamatorii, interferoni, interleukine).
- Senzori ai distrugerii celulare - toate celulele prezintă la nivelul citoplasmei (citosol)     receptori pentru diverse molecule care sunt asociate unor daune suferite     la nivel celular, denumite DAMPs (din engleză ”damage-associated molecular patterns”), dintre care fac parte ADN-ul (liber în citoplasmă) sau compușii     săi derivați (acid uric), ATP-ul (sugestiv pentru o distrugerea membranelor mitocondriale) și concentrațiile scăzute de potasiu intracelular[[11] (sugestive pentru pierderea integrității membranei celulare). Acești receptori au rolul de a activa un complex multi-proteic la de la nivelul citoplasmei celulare care a primit denumirea de inflamazom[12] ce stimulează producția interleukinei 1 (IL-1). Mutațiile ”cu câștig de funcție” de la nivelul acestor receptori sunt incriminate în apariția sindroamelor autoinflamatorii. Inflamozomii au fost la rândul lor implicați în răspunsul organismului la depozitele de amiloid din boala Alzheimer[13][14].
- Proteine circulante de la nivelul sângelui care recunosc microbii ajunși în contact cu torentul sangvin între care se numără diverse componente ale sistemului complement, colectinele, lectina legătoare de manoză (MBL, din engleză ”mannose-binding lectin”), etc.

## Inflamația acută
Inflamația acută reprezintă răspunsul inițial, rapid (de regulă în câteva minute sau ore) și de scurtă durată (de regulă de la câteva ore până la câteva zile) al organismului la identificarea unui factor declanșator. Aceasta este in principal caracterizată de trecerea unei cantități de lichid bogat în proteine din plasma sanguină în țesuturile afectate (exsudare) alături de migrația unor globule albe (în mod clasic inițial neutrofile, apoi macrofage) în acest spațiu extravascular în vederea neutralizării și distrugerii agentului cauzator (microb, celule moarte, corp străin, etc.) și curățării zonei de eventuale ”resturi celulare” pentru a putea permite vindecarea. În mod ideal, rezultatul final al inflamației acute este eliminarea factorului declanșator fără daune colaterale asupra structurilor organismului și reparația leziunilor în sensul vindecării și regenerării țesutului la starea inițială, fără a fi necesară remodelarea sau înlocuirea acestuia.
În mod didactic inflamația acută este considerată ca având etape distincte, care în realitate însă se desfășoară mai mult sau mai puțin simultan.

### 1. Reacția vaselor de sânge
Prima etapă a inflamației acute ar fi reprezentată de modificările de calibru al vaselor de sânge (mai ales la nivelul microcirculației) și afectarea fluxului sanguin. Efectul net este vasodilatația (creșterea în calibru), îndeosebi la nivelul arteriolelor, și deschiderea ulterioară a noi paturi capilare, chiar dacă uneori o scurtă vasoconstricție tranzitorie poate preceda dilatația. Un rol principal în dilatarea vaselor mici în inflamație este jucat de histamina și efectele sale asupra celulelor musculare netede din componența pereților arteriolari.
Rezultatul acestei modificări de calibru este reprezentat de o creștere a fluxului sanguin în zona afectată, fapt ce explică în primă fază atât roșeața de la locul inflamației (eritem) cât și căldura localizată.
Creșterea în diametru a vaselor la locul inflamației duce la efecte ”în cascadă”: viteza de curgere a sângelui (prin vasul acum dilatat) este mai scăzută, globulele roșii se acumulează în zonă în concentrație mai mare decât cea obișnuită, vâscozitatea sângelui din aceste vase este astfel crescută, iar prin acumularea graduală de sânge bogat în globule roșii are loc congestia și umflarea acestor vase, aspect care explică roșeața locală persistentă a zonei inflamate (eritem).

### 2. Creșterea permeabilității vasculare
Pentru a permite deplasarea globulelor albe și a proteinelor plasmatice în țesuturi și punerea lor în contact cu agentul cauzator este necesară o creștere a permeabilității pereților vaselor de sânge (venule) care să permită această trecere. Aceasta are loc prin câteva mecanisme care nu se exclud reciproc :
- Retracția celulelor endoteliale (din stratul intern al peretelui vascular) rezultând în deschiderea unor spații inter-endoteliale care să permită transferul de lichide și celule. Acest fenomen este datorat efectului mai multor substanțe eliberate locale, cum ar fi histamina, bradikinina și leukotrienele. Acest răspuns este de regulă inițiat rapid (15-30 minute de la expunerea celulelor endoteliale din peretele vasului la mediatorul chimic[2]) și de scurtă durată, motiv pentru care poartă numele de răspuns imediat tranzitor.
- Injuria endoteliului, prin lezarea propriu-zisă a peretelui vasului de sânge ducând la necroza celulelor endoteliale și desprinderea lor din perete, poate fi cauzată atât de distrugerea inițială care declanșează răspunsul inflamator (ex:în cazul arsurilor grave care ating vasele de sânge, infecților cu anumiți microbi ce secretă toxine cu efect asupra endoteliului, etc.) sau chiar de globulele albe ale organismului care pot deteriora peretele ca urmare a interacțiunii repetate cu acesta (”daune colaterale” ale răspunsului inflamator), În acest caz, ”scurgerea” de lichid și celule din sânge în țesutul     înconjurător începe imediat ce integritatea vasului de sânge este pierdută și se menține mai multe ore, până la repararea sau tromboza vasului lezat.
- Transcitoză, reprezentată de transportul lichidelor și al proteinelor chiar prin     celulele peretelui vascular integru, prin canale membranare ce răspund la diverse substanțe locale cum ar fi factorul de creștere vascular endotelial (VEGF)[15]

Lichidul bogat în proteine trecut din sânge într-un țesut periferic poartă denumirea de exsudat, în vreme ce un lichid cu conținut scăzut de proteine (necaracteristic inflamației) se numește transudat. Edem este termenul clinic general care definește o acumulare lichidiană în spațiul extravascular (ducând de regulă la umflarea zonei respective) și poate fi reprezentat de exsudat sau de transudat. Un exsudat bogat în globule albe (active sau moarte), resturi celulare și cel mai adesea microbi poartă denumirea de ”puroi”,

### 3. Recrutarea globulelor albe la locul inflamației
Aducerea globulelor albe în contact cu agentul declanșator în vederea neutralizării și eliminării acestuia este scopul întregului proces al inflamației acute.
Cele mai importante dintre globulele albe în această formă acută sunt, de regulă, neutrofilele (inițial, în primele 6-24 de ore) și macrofagele (ulterior, între 24-48 de ore). Există câteva motive pentru care aceste două linii ale globulelor albe acționează în această ordine:
1. Neutrofilele  sunt mai numeroase în sânge (în condiții normale) decât alte tipuri de globule albe, răspund mai rapid la chemokine (citokine prezente la     suprafața peretelui intern al vasului de sânge),iar acțiunea lor este de regulă prin intermediul reorganizării citoscheletului și eliberări ale diverselor enzime, care sunt răspunsuri rapide. Acestea au însă o durată de viață scurtă odată ce părăsesc sângele (24-48 de ore)[16].
2. Macrofagele  intervin mai lent, de multe ori prin acțiuni ce necesită chiar transcripția unor noi gene[17], însă durata lor de viață este mult mai lungă la nivelul țesuturilor și pot chiar prolifera la acest nivel, ajungând astfel să domine locul inflamației într-un al doilea timp. Ele produc ulterior și factori de creștere care ajută la repararea țesuturilor[18].

Tiparele de inflamație pot însă difere de modelul ”clasic” în funcție de agentul declanșator, spre exemplu : în infecțile cu diferite specii de Pseudomonas neutrofilele pot rămâne majoritare multe zile la rând, în infecțile virale de cele mai multe ori limfocitele sunt cele care îndeplinesc rolul principal într-un prim timp a inflamației, în reacțiile alergice globulele albe eozinofile sunt cele mai proeminente, etc.
În urma unor descoperiri mai recente devine tot mai clar, alături de neutrofile și macrofage, un rol al unor limfocite T, anterior asociate imunității dobândite (ex: limfocitele Th17, care produc în principal interleukina IL-17).

#### 3.1 Adeziunea globulelor albe la peretele vascular
În condiții normale, globulele albe (fiind mai voluminoase decât cele roșii) sunt de regulă atrase spre zona periferică a torentului sanguin datorită curgerii laminare a sângelui, însă ele sunt menținute în permanentă mișcare de ritmul rapid de curgere și nu aderă la peretele vasului de sânge. În zona inflamata, datorită încetinirii curgerii sângelui la acest nivel datorată dilatării vaselor și a pierderii de lichid ca urmare a creșterii permeabilității vasculare, un număr mai mare de globule albe se grupează la periferie chiar pe suprafața peretelui intern al vasului, proces care poartă denumirea de marginație. Această apropiere exagerată de peretele vasului permite interacțiunea dintre endoteliu și diferite elemente de la nivelul membranei globulelor albe, declanșând astfel adeziunea acestora (”lipirea de peretele vasului”) prin intermediul a 2 tipuri de molecule cu rol complementar:
- Selectine, familie de molecule ce mediază legătura inițială, slabă și fragilă dintre     globulele albe și peretele vasului, dintre care un rol cheie îl joacă selectina E de la nivelul endoteliului (CD62E), selectina P de la nivelul endoteliului (CD62P) și selectina L de la nivelul membranei globulelor albe (CD62L). Aceste molecule perimit, prin legarea de liganzii     lor corespondenți, o aderare slabă a globulelor albe la perete ce este desfăcută chiar prin curgerea lentă a sângelui, dând aspectul unui fenomen de ”rostogolire” a globulelor pe suprafața peretelui. Legăturile nu sunt posibile în afara declanșării răspunsului inflamator, dat fiind spre exemplu că selectina P este stocată în interiorul celulelor endoteliale (corpii Weibel-Palade)[20] și este exprimată la nivelul membranei doar prin acțiunea histaminei (eliberată local în momentul nițierii inflamației), iar ligandul selectinei L prin acțiunea nterleukinei 1 (IL-1)[21].
- Integrine, familie     de molecule ce mediază legătura ulterioară, puternică și stabilă dintre globulele albe și peretele vasului, aceste proteine aflându-se în mod normal pe membrana globulelor într-o formă inactivă ”cu afinitate scăzută”. Prin contactul repetat pe parcursul fenomenului de ”rostogolire” cu un tip special de citokine prezent la suprafața peretelui intern al vasului denumite chemokine, aceste molecule sunt activate în forma lor ”cu afinitate crescută”. Simultan cu acest proces, acțiunea interleukinei 1 (IL-1) și a factorului de necroză tumorală (TNF) asupra peretelui vasului de sânge stimulează exprimarea pe suprafața acestuia a liganzilor pentru integrine[22], de care acestea să se poată atașa (ICAM-1, LFA-1, Mac-1, VCAM-1, etc.)

Importanța acestor elemente în inflamație este demonstrată și de faptul că, în cazul persoanelor care suferă de boli genetice ce duc la deficiențe în rândul acestor molecule se remarcă infecții bacteriene recurente dese cu absența unui răspuns inflamator adecvat.

#### 3.2 Migrarea globulelor albe prin peretele vascular
Odată ce globulele albe aderă strâns la peretele vascular, trecerea lor în țesut are loc în principal prin alunecare lor la nivelul spațiilor dintre celulele endoteliului, proces ce poartă denumirea de transmigrație, și are loc preponderent la nivelul venulelor unde aceste spații sunt cel mai larg deschise. O molecula de adeziune specială (PECAM-1, din engleză ”platelet endothelial cell adhesion molecule-1”) pare să joace un rol cheie în această migrație. În mod ideal, peretele vasului de sânge nu este lezat în cadrul procesului de transmigrație.

#### 3.3 Deplasarea globulelor albe prin țesut
După ce au părăsit sistemul circulator, celuele albe se deplasează prin țesut până la întâlnirea cu agentul cauzator printr-un proces ce poartă denumirea de chemotactism (chemotaxis), mișcare în sensul unui gradient chimic. Substanțele locale care atrag globulele albe sunt în consecință numite ”chemoatractanți” și pot fi reprezentați de anumite componente bacteriene, chemokine, componente ale sistemului complement (mai ales C5a) sau produși ai metabolismului acidului arachidonic cum ar fi leukotriena B4 (LTB4). Toți aceștia interacționează cu receptori de pe membrana globulelor albe (receptori cuplați cu proteina G) și declanșează reacții în lanț ce duc, printr-un mecansim de tip actină-miozină, la extinderea în mod coordonat a unor excrescențe ale globulelor albe numite pseudopode care orientează și apoi trag celula în direcția respectivă.

#### 3.4 Neutralizarea agentului declanșator
Fagocitoza reprezintă mecanismul principal de captare și distrugere a agentului cauzator (microb, celulă moartă, corp străin, etc.) de către globulele albe și presupune 3 etape succesive:
1. Recunoașterea agentului de receptorii fagocitici (ex: receptorul macrofagic pentru manoză[27]), etapă a cărei eficiență este semnificativ     amplificată dacă ținta a fost prelucrată anterior prin procesul de opsonizare (învelirea suprafeței acestora în proteine specifice numite ”opsonine”,     cum ar fi anticorpii IgG sau componentul C3b al sistemului complement, pentru care globulele albe prezintă receptori cu afinitate înaltă.
2. Înglobarea agentului  prin emiterea de excrescențe ale ale globulei albe (pseudopode) care cuprind particula în cauză și ulterior fuzionează, formând astfel fagozomul. La acesta aderă numeroșii lizozomi ai globulei, eliberându-și coținutul în interiorul veziculei, ducând la formarea unei structuri denumită fagolizozom. În această etapă, înainte de închiderea completă a fagozomului, substanțe din interiorul globulei albe pot uneori     scăpa în spațiul extracelular, ducând la ”daune colaterale” prin lezarea celulelor învecinate.
3. Distrugerea     materialului înglobat în interiorul globulei albe, în principal sub acțiunea speciilor reactive de oxigen (SRO)     produse prin activitatea NADPH-oxidazei, speciilor reactive de azot (SRA) derivate din oxidul nitric (NO) și a enzimelor lizozomale de la nivelul granulelor : mieloperoxidaza (MPO), defensine, diverse tipuri de proteaze, etc.

În afara fagocitozei globulele albe inițiază și alte procese cu rol în eliminarea elementelor străine, cum ar fi elaborarea unor capcane neutrofile extracelulare (NETs, din engleză ”neutrophil extracelular traps”) sub forma unor rețele dense de fibrile (de natură cromatinică) care restricționează mișcarea elementelor nocive și concentrează la nivelul lor o cantitate mare de substanțe anti-microbiene.

#### 3.5 Încheierea răspunsului inflamator acut
Pe lângă factorii care autolimitează durata și amploarea răspunului inflamator (durata scurtă de viață a neutrofilelor, timpul de înjumătățire scurt în cazul majorității citokinelor proinflamatorii, dispariția treptată a agentului declanșator, etc.) există și mecanisme active, declanșate în cadrul inflamației, care au ca scop limitarea acesteia: comutarea metabolismului acidului arahidonic de la sinteza de leukotriene (proinflamatorii) la sinteza de lipoxine (anti-inflamatorii), eliberare de factor de creștere și transformare beta (TGF-β), eliberarea interleukinei IL-10 (anti-inflamatoare), etc.